# ソレート
ソレート（イタリア語: Soleto）は、イタリア共和国プッリャ州レッチェ県にある、人口約5,400人の基礎自治体（コムーネ）。

## 地理

### 位置・広がり

#### 隣接コムーネ
隣接するコムーネは以下の通り。
- コリリアーノ・ドトラント
- ガラティーナ
- レークイレ
- サン・ドナート・ディ・レッチェ
- ステルナティーア
- ツォッリーノ